# Faberwehr (Schwarzenbruck)

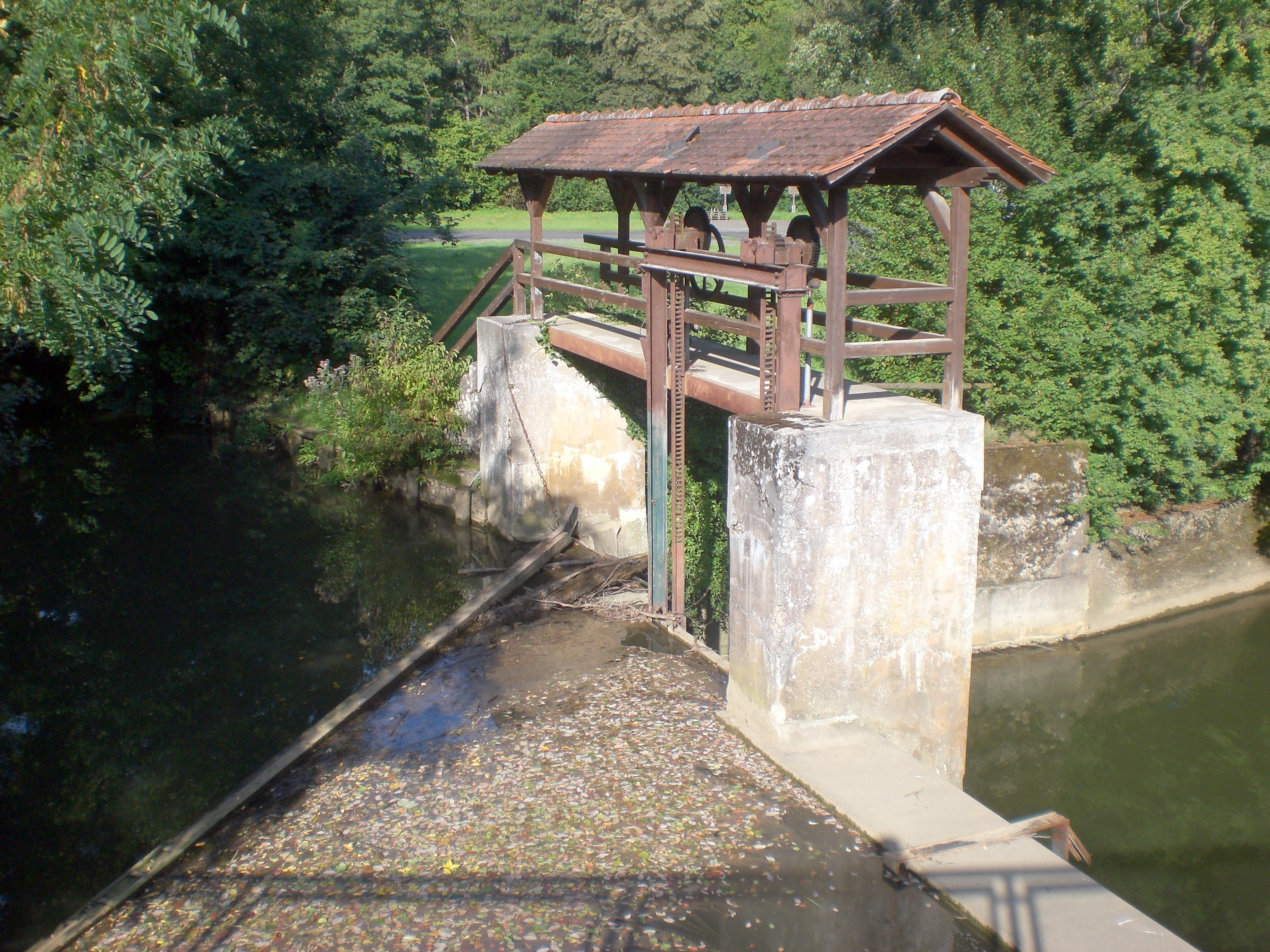
Faberwehr

Das Faberwehr  ist ein historisches Wehr in der mittelfränkischen Gemeinde Schwarzenbruck. 
Das Stauwehr an der Schwarzach diente dazu, den Wasserstand zum Betrieb der abgebrochenen ehemaligen Fabermühle zu regulieren. Die Fabermühle war eine Sägemühle die in den 1980ern abgebrochen wurde. Die Mühle wurde von der Familie Faber errichtet und betrieben. Heute befindet sich an seiner Stelle der Festplatz der Gemeinde Schwarzenbruck. 
Das Faberwehr ist auch heute noch ein historisches, kulturelles Wahrzeichen und Sehenswürdigkeit Schwarzenbrucks.
Das Streichwehr hat eine Breite von 16,7 Meter und eine Höhe von 2,30 Meter. Das Schützenwehr hat hierbei eine Breite von 2,50 Meter und eine Höhe von 2,30 Meter. Das Schützenwehr dient dazu, Hochwässer anzuführen.